# リスケ・ラテガン
リスケ・ラテガン（Liske Lategan、1998年11月25日 - ）は、南アフリカ共和国の女子ラグビー選手。

## プロフィール
- 南アフリカ出身[1]。
- ポジションはプロップ(PR)。
- 身長 171cm、体重 69kg

## 略歴
2024年、パリ五輪の7人制女子南アフリカ共和国代表に選ばれた。